# Ninón Sevilla
Emelia Pérez Castellanos mais conhecida como Ninón Sevilla(Havana, 10 de novembro de 1923 — Cidade do México, 1 de janeiro de 2015) foi uma atriz cubana-mexicana. Nasceu em Cuba, foi educada em um convento. Saindo do convento entrou para a vida artística transformando-se em bailarina. Transferiu-se para o México nos anos 40 e teve um grande sucesso como uma das rumberas na Era de Ouro do Cinema Mexicano. Filmes como Aventurera, "Victimas del Pecado" e "Sensualidad" são considerados atualmente clássicos do melodrama mexicano. Nos últimos anos teve sucessos com Cacilda em A Usurpadora e fazendo Maria do Bairro na Televisa.

## Biografia
Ninón nasceu e cresceu na ilha de Cuba, onde morou com sua tia no centro da cidade. Graças às suas características, suas belas pernas e escultural figura, começou a dançar em boates e cabarés de Cuba, já que tinha uma grande capacidade como uma bailarina. 
Sua estreia no cinema mundial, foi no México, onde chegou em 1946 para ficar. Embora desde o início foi marcado pela excentricidade de seus penteados e sua forma de vestir, foi o diretor Alberto Gout quem consolidou como erótico figura do cinema mexicano na década de 50. 
Rapidamente ela foi reconhecida como a rainha da rumba, o que levou a muitos documentos em que ela teve de dança, assim foi com sua difícil coreografia dança em filmes e foi a primeira atriz a introduzir movimento aludindo a Santeria em suas danças.
Durante sua carreira, trabalhou com os cineastas e atores mais renomados no México e se tornou um símbolo sexual e uma vedeta. O seu sucesso levou ao reconhecimento, em países como o Brasil e a França. 
Com o declínio do cinema mexicano, em finais dos anos 50, por reformas da indústria, mas retornou triunfal na década de 80, com o filme 'Noche de carnaval", pelo qual ganhou um "Prêmio Ariel" pelo seu desempenho. 
Ela tem feito muitas telenovelas, entre as quais: Rosa salvaje (1987), La usurpadora (1998), Rosalinda (1999), Tres mujeres (1999), El precio de tu amor (2000) e Entre el amor y el odio (2002). 
Em 2004, desempenhou "Doña Galia de Caridad" na telenovela Amarte es mi pecado. Após quatro anos de ausência da televisão, já em 2008, atuou como parte do elenco da série, "Central de abasto". 
Foi ela quem encontrou o corpo sem vida da atriz Miroslava Stern, após cometer suicídio. Ninón foi casada com José Gil. Tem um filho chamado Genaro Rodriguez.
Faleceu no primeiro dia de 2015.

## Principais trabalhos
- 2012 - Qué bonito amor como Remedios [3]
- 2011 - Como dice el dicho como Pola
- 2008 - Central de abasto (série) como La Jarocha [4]
- 2004 - Amarte es mi pecado como Doña Galia de Caridad
- 2002 - Entre el amor y el odio como Macarena
- 2000 - El precio de tu amor como Dalila
- 1999 - Rosalinda como Asunción
- 1999 - Tres mujeres como Yolanda
- 1998 - A Usurpadora como Cacilda
- 1995 - Maria do Bairro como Caridade
- 1992 - Maria Mercedes
- 1984 - Tú eres mi destino
- 1983 - Rosa Selvagem como Zoraida
- 1993 - Las secretas intenciones
- 1990 - Cuando llega el amor como Nina
- 1964 - Juicio de almas
- 1956 - Amor y pecado como Teresa
- 1952 - No niego mi pasado

## Filmes
- 1991 - Jóvenes delincuentes
- 1988 - Rumbera, caliente
- 1988 - El cabaretero y sus golfas
- 1987 - Hoy como ayer
- 1984 - El mexicano feo
- 1984 - Noche de carnaval como Ninon
- 1981 - Viva el chubasco
- 1981 - Las noches del Blanquita
- 1959 - Mujeres de fuego
- 1958 - Maratón de baile
- 1958 - Música de ayer
- 1957 - Yambao como Yambao

## Teatro e musicais
- 1956 - Club de señoritas
- 1954 - Mulata
- 1954 - Llévame en tus brazos como Rita Rosales
- 1953 - Aventura en Río como Nelly
- 1952 - Mujeres sacrificadas
- 1953 - El recuerdo del otro (Mexico)
- 1951 - Sensualidad como Aurora Ruiz
- 1951 - Víctimas del pecado como Violeta
- 1950 - Aventurera como Elena Tejero
- 1950 - Perdida
- 1948 - Coqueta
- 1948 - Revancha
- 1948 - La feria de Jalisco
- 1948 - Señora Tentación
- 1947 - Pecadora
- 1947 - Carita de cielo